# 打撃天使ルリ
『打撃天使ルリ』（だげきてんしルリ）は、山本康人による日本の漫画作品。『週刊ヤングジャンプ』（集英社）にて1998年43号から2000年45号まで「月イチ」で連載された。
また、テレビ朝日系列で2008年7月25日から9月5日まで、連続ドラマとして金曜ナイトドラマ枠で放送された（後述）。それに伴い漫画連載の新シリーズが開始され、第1話は同年の『週刊ヤングジャンプ』34号に掲載され、第2話以降は『月刊ヤングジャンプ』で、2009年2月号まで連載された。全4巻。

## 内容
普段はどこにでもいるような女子高生・ルリ。しかし彼女は打撃人類という特殊な人間であった。何の罪もない人々が身勝手で残虐な犯罪者の犠牲となる理不尽な世の中、彼女の怒りが頂点に達した時、自らの拳のみを武器として悪に立ち向かう。
人間の心からとめどなく生まれる“悪”とは何か。法律だけが人の罪を裁き、人を救えるのか。だが理不尽な暴力を目の前に、自身もまた打撃という暴力で悪を封じることで、法治国家においてはルリも犯罪者となってしまう。いったい“正義”とは何なのか？打撃人類としての宿命に苦悩し葛藤を抱えながらも、苦しむ人々を救い、戦うルリの姿が描かれた格闘アクション漫画である。
また世界観を含む一部設定は山本康人の漫画『打撃マン』を継承しており、今作の主人公であるルリもそちらで登場している。

## 用語
打撃人類
他人を「打撃」する特殊な能力を持つ人々の総称。許しがたい悪に怒りが高まると右手に強力な力が湧いてくる。打撃のアクションの際には「だしゃあ」の一声と共に強力な一撃を相手に与える。

## 登場人物
ここでは漫画版に基づいて説明する。
小峰 ルリ（こみね ルリ）
女子高生。普段は眼鏡をかけ、髪を三つ編みにしている地味であまり目立たない存在。しかし怒りが頂点に達すると打撃人類となって悪党を成敗する。幼いころから新体操をしており、相手の攻撃も優れた反射神経と俊敏な身のこなしで回避できる。全裸で戦うことも多い。戦いの中で自らの打撃人類という存在、また自分は果たして正義なのか、なぜ戦うのかという悩みをかかえるようになる。
相馬 健一郎（そうま けんいちろう）
ピザ屋で配達員として働くフリーターで配達のバイクが移動手段。彼もまた打撃人類でありルリと共に戦う。少年期、父親の家庭内暴力のせいで母親は健一郎を残して家を出てしまった。ルリのことが好きで結婚したいと思っている。お金を貯めてクルーザーで世界中を旅するのが夢。
神取（かんどり）
第二特殊班捜査4係所属の刑事。通称「死神」。身長が2m以上ある大男。ルリと打撃人類に興味を持つようになり、その行動を追うようになる。妻は高校生によってレイプの上殺害されてしまったが、心神喪失が認められ無罪となった。そのことから犯罪者に対する憎しみは激しい。
佐々木 達也（ささき たつや）
神取の部下。ルリに好意を持っている。神取がルリを殺害しようとした際にはカラダを張ってこれを阻止しようとした。
ルリの両親
作品内では本名は共に不詳。ルリに対する愛情は深く、彼女の「秘密」に際しても大らかに接する。また、ルリを追って来た暴漢に対しても自ら体を張って守ろうとした。

## 単行本
単行本
- 山本康人『打撃天使ルリ』集英社〈ヤングジャンプ コミックス〉、全4巻
  1. 1999年10月発売、ISBN 4-08-875838-2
  2. 2000年6月発売、ISBN 4-08-876036-0
  3. 2000年12月発売、ISBN 4-08-876102-2
  4. 2009年3月19日発売、ISBN 978-4-08-877612-5

廉価版
- 山本康人『打撃天使ルリ 史上最高の女』リイド社〈SPコミックス SPポケットワイド〉、全1巻
  - 2016年8月30日発売、ISBN 978-4-8458-4879-9

## テレビドラマ
2008年7月25日から9月5日までテレビ朝日系列の金曜ナイトドラマ枠で放送されたサスペンス・アクションドラマ。金曜ナイトドラマ枠では4作目の菊川怜主演作品である。
人物の名前はそのままだが、設定がほとんど異なるオリジナルストーリーで構成され、それに伴いオリジナルキャラクターも多数登場している。詳しくは下記を参照。
キャッチコピーは「許せない奴が、多すぎる。」「この正義が、罪だとしても。」。
全8話予定だったが、全7話に短縮されている。話数表記は「撃」単位。

### キャスト
ここではドラマ版に基づいて説明する。
小峰 ルリ：菊川怜（幼少期：松浦愛弓（子役））
横浜市西区に住む会社員。心優しいが気が弱く臆病な性格。地味に平凡に暮らしていたが、ある日打撃人類として覚醒し相馬健一郎と片桐唯の仲間になる。その右手は“悪”を引き寄せる力があり次々と事件に巻き込まれてゆく。覚醒してから幼いころの自分が映る、とある記憶のフラッシュバック （心理現象）を度々起こすようになる。小さいころから体が弱く、冷え性を持っており、貧血で倒れやすい。両親との三人家族で実家暮らし。数々の犯人を打撃してからは、健一郎と共に「恐怖の暴行魔」のレッテルを貼られてしまう。決め台詞は「さわるな、外道」「許せない奴が、多すぎる」。
相馬 健一郎：遠藤雄弥（12歳：山内翔平（子役））
打撃人類。覚醒したばかりのルリをサポートする。ルリをアジトのアパートに連れて行き片桐唯を紹介する。普段はピザ屋で働き、配達用のスクーターでいつも移動している。素直で明るいお調子者だが、子供のころに両親から児童虐待を受け、小学校に行かせてもらえなかった過去がある。漢字の読み書きが苦手。ボキャブラリーに弱く「コンプレックス」のことを「コンプレッサー」と口にしており、間違いに気づかず常用している。最終撃で自分は手を出さないと誓い、悪いサラリーマンにレイプされそうになった女子高生を救うため刺され倒れるが一命を取り留めており、ラストシーンでルリと再会した。
神取 祐司：池畑慎之介
神奈川県警港警察署の刑事。オールバックでサングラスをかけている。強引な捜査手法で容疑者を追い詰めてゆく一匹狼的な刑事。警察の捜査の及ぶ前に凶悪犯罪者が倒される不思議な事件（打撃人類の仕業）が続き、謎の連続暴行犯としてその正体を追い始める。かつて妻と息子を無差別殺人事件で失った（犯人は心神喪失の状態だったとして無罪判決）。最終撃でルリを犯罪者として射殺しようとする。ルリに打撃されるもその数年後は打撃の影響で車椅子生活を送っている。
佐々木 達也：池田努
神取の部下の刑事。父親も刑事だったが佐々木が中学2年の時に殉職している。定食屋で偶然ルリと出会い、お互いの素性を知らないまま惹かれあう。後にルリと健一郎をかくまうが、健一郎を殺した（と思っていた）ルリがサラリーマンを殴打したことでルリを撃とうとするが神取に撃たれ倒れる。だが、健一郎同様一命は取り留めた。
柚川 麗美：中山恵
神取の部下の刑事。刑事としての神取に一目置いている。気が強くクールな性格。
小峰 咲子：石野真子
ルリの母。専業主婦。体の弱かったルリを励まし愛情深く育ててきた。ルリは自分が打撃人類であることを両親には話さないでいる。ルリの様子が少し変わったことを気にかけながらも娘を信じ見守る。
小峰 誠：升毅
ルリの父。会社員。娘思いの心配性で家族のことを愛している。咲子に時々プロレス技をかけられる。お酒に弱い。
片桐 唯：沢木ルカ（子役）
打撃人類。どこか異様な雰囲気をまとった謎めいた少女。ルリと健一郎を導き、時に助言を与え見守る。白い衣装を着ていて左耳にイヤリングをしている。右手（右腕）は白い包帯と白いベルトで縛りつけ打撃の力を封印している。物静かで冷静。大人のような口調で語り、メモは達筆である。ルリと健一郎からは「唯さん」と呼ばれており、ふたりのことは「ルリ」「健一郎」とそれぞれ呼んでいる。第六撃で実の父親と戦闘をするが、倒されてしまう。打撃人類の打撃のため死亡はしていないようだがその後の描写はない。
水上 礼奈：木内晶子
ルリの会社の後輩。気が弱くて鈍くさいルリのことが気に食わずバカにしている。第四撃の事件を機にルリとの関係に変化が訪れる。仕事にたいしては真面目でしっかりこなすタイプ。
本吉 由香里：永池南津子
ルリの会社の後輩。水上といつも一緒にいる。偶然ながら、会社でいつも自分と同じおさげ髪（二つに結わいている）ルリのことが「髪型がカブってる」として気に食わない。
森崎 潔：小須田康人
ルリの会社の嫌味な上司。仕事の要領のわるいルリを度々呼びつけ説教するが、毎回途中で貧血で倒れられてしまう。今度小学生になる娘がいる。
葛谷 美里：能世あんな
東和テレビのアナウンサー。事件現場に駆けつけレポートする。担当する番組は「モーニング・インパクト」「ニュース・インパクト」「イブニング・インパクト」「ミッドナイト・インパクト」。仕事ぶりは熱心、有能で冷静沈着だが中継の終わりには「私、葛谷美里がお伝えしました」という妙にアピールめいた一言を忘れない。
神取祐司の息子：黒濱優至（子役）

### ゲスト

#### 第壱撃
田島洋一：井田國彦
会社員。妻と娘がいる。コンビニの前で不良グループにからまれたルリを助ける。
田島正美：松本春姫（子役）
田島のひとり娘。トシたち不良グループに母親と共にさらわれ監禁される。ルリの活躍で母親と共に救出された。
トシ：千代將太
不良グループのリーダー。仲間と共にひったくりと凶悪暴行事件を繰り返している。自分の楽しみのために人を襲ったりする最低の人間。爪を噛む癖がある。打撃人類に覚醒したルリに倒された。
テツ：平田竜也
不良グループの仲間。ルリに倒された。
ナオ：竹内友哉
不良グループの仲間。ルリに倒された。
ヒデ（前川秀雄）：水谷悟
不良グループの仲間。ある夜帰宅途中のルリをスタンガンで襲う。健一郎に倒された。
浜口浩：森陽太
バス停でルリと健一郎に言いがかりをつけてからみ、ガード下にふたりを連れ込む。実は婦女暴行犯。2人を追いつめるが本性を現した健一郎によって山中と共に倒された。
山中清：
浜口の仲間で同犯。

#### 第弐撃
松坂義久：遠山俊也
海岸通り交番に勤務する警官。表向きは親切で勤勉な警官だが裏で暴力団と関係がある。警察になった理由は支配欲のためであり、自分に挨拶をする老婆にも鬱陶しく思っており、警棒で撲殺するという残忍な性格である。ルリに打撃された。
佐藤裕香：佐藤寛子
竹中修一の恋人。将来自分たちの店を開く目標のために飲食店で働いている。
竹中修一：渡航輝
裕香の恋人。会社員。松坂に追われている途中、ルリに恋人の裕香への指輪を託す。

#### 第参撃
岩倉優子：古川りか（第四撃にも登場）
東和テレビのアナウンサー。「イブニング・インパクト」のキャスター。プロ野球選手の三宅と交際している。三宅に練習台と称して殺害されそうになるがルリに救われた。
三宅武彦：永山たかし
プロ野球選手。横須賀アポロンズの天才アンダースロー投手。さわやかな人気者だが、裏では自分のファンを練習台と称し剛速球を投げつけて殺している連続殺人犯。現場をルリに見つかって、ルリと交戦するが敗れた。その後、廃人同然の姿で警察病院で入院しており、体中包帯で覆われて反応も一切なかったが、偶然テレビのニュースでルリの姿を見て錯乱しルリに対する恐怖だけは忘れていない。打撃人類に打撃された後が描写された唯一の人物。
渡辺俊介（千葉ロッテマリーンズ投手、本人役）
三宅と同じアンダースロー投手として一緒にインタビュー取材を受ける。
里崎智也（千葉ロッテマリーンズ捕手）※資料映像のみ
三宅からサヨナラホームランを放ち三宅の連勝を止める。
西岡剛（千葉ロッテマリーンズ内野手）※名前のみ
9回裏2アウトの場面で三宅からライト前同点タイムリーを放つ。
岩倉優子の上司：田畑祐一（テレビ朝日アナウンサー）
岩倉優子の同僚：大木優紀、松尾由美子（テレビ朝日アナウンサー）

#### 第四撃
国井智弘：大沢樹生
ルリの会社の取引先の社長。ルリの会社の女性たちを利用して顧客データを盗み会社を脅迫してくる。水上礼奈とつきあっている。油絵が趣味である。水上を殺害しようとしたが、ルリに打撃され倒される。
科学者：大山英雄

#### 第伍撃
三宅達郎（三宅武彦の父）：山田明郷
息子を廃人のようにしたルリを憎み、復讐するため探している。武器は大型のスコップ。しかし実際は、息子が選手生命を断たれ、自分の借金が返済できなくなったための逆恨みである（だが、息子が入院している病室で発狂した息子を抑えたり、「家族が傷つく側の気持ちを想い知らせる」とルリの家族を狙ったことから息子への思いやりは存在する模様である）。ルリの家族を手にかけようとするが、激怒したルリに倒される。
模倣犯の五人組：
世間に“正義の味方”扱いされ始めた正体不明の「恐怖の暴行魔」（マスコミがルリたち打撃人類に付けた名称）の打撃を模倣し、国民の怒りの天誅と称して、不祥事が取り沙汰されている公務員をターゲットに襲撃して殴打殺人事件を起こす。犯行予告のビデオを東和テレビに送りつける。スーパー戦隊シリーズを模した5色のマスクをしている。健一郎に倒されそうになるが、ルリの言葉により健一郎は拳を止めたため5人とも助かった。後にレッドのみ佐々木に逮捕される。
オヤジ狩りの不良：倭文俊
冒頭に登場した不良。オヤジ狩りをしたところを暴行魔を探している三宅によりスコップでメッタ打ちにされ脳天をかち割られ殺害される。

#### 第六撃
工藤真彦：大浦龍宇一
打撃人類。片桐唯（沢木ルカ）と因縁のある人物だが、実は唯の実父。自分の信念の“正義”の名の下に、打撃人類によって世界を変え人を支配することを目論み、ルリ達に自分の手下になって働くよう迫る。ルリに倒された。
相馬幹夫：
健一郎の父。覚醒した健一郎に打撃された。
相馬千恵子：
健一郎の母。覚醒した健一郎に打撃された。

#### 最終撃
村上（サラリーマン）：小林すすむ
ストレスのはけ口に女子高生にむりやり援助交際を迫り襲おうとする。彼女を助けに来た健一郎を刺し、健一郎が死んだと思い激怒したルリによって打撃された。
女子高生：佐野夏芽
村上に援助交際を持ちかけられ、断ったために捕まりレイプされかけるが健一郎に助けられる。

### 主題歌
- 「I LOVE YOUをさがしてる」GLAY

### スタッフ
- 原作：山本康人『打撃天使ルリ』
- 脚本：徳永友一
- 音楽：海田庄吾
- 技術プロデューサー：説田比登志
- 撮影：高橋広
- VE：平田壮之介、山田由香
- 照明：原田洋明
- 映像：服部正邦
- 音声：高橋英史
- サウンドデザイン：石井和之
- 編集：白水孝幸
- ライン編集：萩原隆司
- MA：白井俊彦
- 技術協力：テイクシステムズ
- 美術プロデューサー：森川一雄
- 美術：山崎輝
- 美術進行：鈴木隆之
- 装飾：遠藤剛、野村哲也、中村豊
- 持道具：飯原広行
- 衣装：松本紗矢子、渋沢有美
- メイク：柏野未穂、竹内佑
- 大道具：手塚常光、村尾圭太
- 操作：石川清大
- 造園：松島文夫
- 美術デスク：佐藤康
- メイク（菊川担当）：小川玲奈
- スタイリスト（菊川担当）：高橋京子
- 美術協力：KHKアート
- 編成担当：三輪祐見子、菊池寛之
- 宣伝：石野貴、畑田紘孝
- スチール：副田宏明
- インターネット：小笠原克敏
- 車輌：マエダオート
- スタントコーディネーター：釼持誠
- 助監督：寺地雄一郎、吉岡朝日、福島清和、三好勲、浜口勉
- 制作担当：木村義明
- 制作主任：田澤俊彦、小笠原寿、中島勇気
- 制作進行：立石明日香
- 記録：田中久美子（1）（2）（5）、加藤彩（3）（4）（7）、竹本喜久子（6）
- 演出：常廣丈太（1）（2）（5）、秋山純（3）（4）（7）、梶原貴弘（6）
- タイトルバック：常廣丈太
- 企画協力：古賀誠一（オスカープロモーション）
- チーフプロデューサー：桑田潔（テレビ朝日）
- プロデューサー：大川武宏（テレビ朝日）
- 協力プロデューサー：浦井孝之　櫻井美恵子
- プロデューサー補：上田直彦、萩原英樹（テレビ朝日）、時田みどり、早坂佳（国際放映）
- 制作協力：国際放映
- 音楽協力：テレビ朝日ミュージック
- 制作：テレビ朝日

### サブタイトル
| 各話                                           | 放送日        | サブタイトル         | 英語サブタイトル  | 視聴率 |
| ---------------------------------------------- | ------------- | -------------------- | ----------------- | ------ |
| 第壱撃                                         | 2008年7月25日 | 拳よ、おこれ         | OPEN YOUR EYES    | 10.0%  |
| 第弐撃                                         | 8月1日        | 震えの代償           | BELIEVE IT OR NOT | 7.4%   |
| 第参撃                                         | 8月8日        | 目覚めれば、月       | SLEEPING BEAUTY   | 5.3%   |
| 第四撃                                         | 8月15日       | 天使と悪魔           | ANGEL & DEVIL     | 5.5%   |
| 第伍撃                                         | 8月22日       | 時に、正義は         | MY FAMILY         | 7.2%   |
| 第六撃                                         | 8月29日       | 唯、その真実と死     | THANATOS          | 7.5%   |
| 最終撃                                         | 9月5日        | ヒトと愛しか無い世界 | ONLY MY LOVE      | 7.7%   |
| 平均視聴率7.2%（ビデオリサーチ調べ・関東地区） |               |                      |                   |        |

- 英語サブタイトルは、CM前のアイキャッチ画面にインサートされた。
- 第参撃（8月8日）と第四撃（8月15日）は前番組に『熱闘甲子園』（23:15 - 23:40）が放送されたため、30分遅れで放送された。放送時間は23:45 - 翌0:40。

#### 遅れネット局
ネット局については詳細項目を参照。ここでは特記事項を記す。（すべて2008年）
- HTB（北海道テレビ放送） - 第伍撃まで同時ネットで放送。同局の開局40周年特別番組「HTB開局40周年記念「〜ありがとう40年〜全部たしたら10時間!ユメミル広場に大集合!!」」放送のため第六撃が9月5日、最終撃が9月12日（いずれも金曜）に放送。
- KHB（東日本放送） -8月8日（金曜日）から放送。
- YTS（山形テレビ） - 7月26日（土曜日）から放送。
- NBN（メ～テレ） -8月8日（金曜日）から放送。
- HOME（広島ホームテレビ） - 8月8日（金曜日）から放送。
- YAB（山口朝日放送）- 8月10日（日曜日）から放送。
- KSB（瀬戸内海放送） - 7月30日（水曜日）から放送。
- EAT（愛媛朝日テレビ） - 8月7日（木曜日）から放送。
- KBC（九州朝日放送） - 8月7日（木曜日）から放送。
- OAB（大分朝日放送） - 7月26日（土曜日）から放送。
- MRT（宮崎放送）※TBS系列 - 10月7日（金曜日）から放送。
- KKB（鹿児島放送） - 8月8日（金曜日）から放送。

### 商品化について
- DVD化は2012年8月現在実現していない。サウンドトラックも発売されていない。また、再放送も2009年のメ〜テレの午前の連続ドラマ再放送枠で一度再放送されているが、以後2012年8月まで一度も再放送はされていない。